# Carrie Tiffany
Carrie Tiffany (Halifax, 1965) è una scrittrice australiana d'origine britannica.

## Biografia
Nata ad Halifax nel 1965 e cresciuta a Perth, ha lavorato come ranger nel parco di Uluṟu prima di trasferirsi nel 1988 a Melbourne per lavorare come giornalista agricola per il Dipartimento delle risorse naturali.
Abbandonati gli studi all'Università dell'Australia Occidentale, si è laureata in scrittura creativa al Royal Melbourne Institute of Technology e nel 2005 ha esorditio nella narrativa con il romanzo Everyman's Rules for Scientific Living.
Nel 2012 ha dato alle stampe il secondo romanzo, Rituali di corteggiamento, vincendo l'anno successivo l'inaugurale Premio Stella e nel 2013 ha pubblicato la sua terza opera, Exploded View.

## Opere

### Romanzi
- Everyman's Rules for Scientific Living (2005)
- Rituali di corteggiamento (Mateship with Birds, 2012) , Venezia, Sonzogno, 2014 traduzione di Alessandra Roccato ISBN 978-88-454-2574-5.
- Exploded View (2019)

## Premi e riconoscimenti

### Vincitrice
Dobbie Literary Award
- 2007 vincitrice con Everyman's Rules for Scientific Living

Premio Stella
- 2013 vincitrice con Rituali di corteggiamento[6]

### Finalista
Women's Prize for Fiction
- 2006 nella shortlist con Everyman's Rules for Scientific Living
- 2013 nella longlist con Rituali di corteggiamento